# Piedra rúnica G 181 de Gotland
La piedra rúnica G 181 de Gotland es una pieza de la era vikinga, clasificada como G 181 en el catálogo  Rundata, originalmente estaba emplazada en la iglesia de Sanda, Gotland, Suecia. Se cree que representa a las tres principales deidades de la Mitología nórdica, Odín, Thor y Freyr.

## Descripción
La piedra se descubrió en el camposanto de la iglesia de Sanda en 1863 y actualmente expuesta en el Museo Nacional de Historia y Antigüedades de Suecia, de estilo Ringerike.
La inscripción muestra dos escenas bajo un arco en texto rúnico. El panel bajo muestra tres figuras que sostienen una lanza, un martillo y una hoz. A la vista que el arma del dios Odín era una lanza (Gungnir), la correspondiente a Thor un martillo (Mjölnir) y siendo Freyr una deidad relacionada con la agricultura, se han identificado como los tres principales dioses del panteón mitológico escandinavo.
Los tres personajes muestran atuendos típicos de la época, como una capa conocida como hekla y una gorra cónica con borla llamada skott-húfa.
El panel superior también muestra tres personajes, que se supone son los mismos dioses. Aparece un ave grande que puede ser un ganso doblando su cabeza sobre Freyr. Hasta la fecha, no se ha encontrado un significado consensuado para la postura del ave en esa forma.
Algunos investigadores aseguran que esta piedra evidencia que Odin, Thor, y Freyr formaron un grupo divino trinitario. La propuesta procede de las teorías de religión comparativa, así como descripciones e imágenes de estos dioses.
Otra evidencia sobre la divinidad trinitaria incluye la descripción de Adán de Bremen del Templo de Upsala que dispone de tres estatuas de estos dioses. Estos dioses son los que, además, se conoce que han recibido una amplia veneración durante la era Vikinga.
La inscripción rúnica pertenece a futhark joven e identifican tres nombres propios. El nombre Gunnbjôrn se puede traducir como Oso de Batalla y Farbjôrn puede significar Oso que viaja lejos.

## Inscripción

### En caracteres latinos
: roþuisl : aug : farborn : auk : kunborn :

### EnNórdico antiguo
Hróðvísl ok Farbjôrn ok Gunnbjôrn.

### En castellano
Hróðvisl y Farbjôrn y Gunnbjôrn.